# کارن دوم
کارن دوم اسپهبد باوندی و میان سال‌های ۱۰۵۷ و ۱۰۷۴ فرمانروای تبرستان بود. پدر وی سرخاب نام داشت و نوه شهریار سوم بود. دربارهٔ زندگی کارن اطلاعات زیادی در دست نیست. وی در ۱۰۷۴ درگذشت و شهریار چهارم جانشینش شد.